# Ганалеї (Гаваї)
Ганалеї (англ. Hanalei) — переписна місцевість (CDP) в США, в окрузі Кауаї штату Гаваї. Населення — 444 особи (2020).

## Географія
Ганалеї розташоване за координатами 22°12′14″ пн. ш. 159°29′52″ зх. д. / 22.20389° пн. ш. 159.49778° зх. д. (22.203847, -159.497738).  За даними Бюро перепису населення США в 2010 році переписна місцевість мала площу 1,84 км², з яких 1,69 км² — суходіл та 0,15 км² — водойми.

### Клімат
Громада знаходиться у зоні, котра характеризується мусонним кліматом. Найтепліший місяць — серпень із середньою температурою 26.4 °C (79.5 °F). Найхолодніший місяць — лютий, із середньою температурою 22 °С (71.6 °F).
| Клімат Ганалеї          | Клімат Ганалеї | Клімат Ганалеї | Клімат Ганалеї | Клімат Ганалеї | Клімат Ганалеї | Клімат Ганалеї | Клімат Ганалеї | Клімат Ганалеї | Клімат Ганалеї | Клімат Ганалеї | Клімат Ганалеї | Клімат Ганалеї | Клімат Ганалеї |
| Показник                | Січ.           | Лют.           | Бер.           | Квіт.          | Трав.          | Черв.          | Лип.           | Серп.          | Вер.           | Жовт.          | Лист.          | Груд.          | Рік            |
| Абсолютний максимум, °C | 31             | 31             | 32             | 33             | 33             | 33             | 34             | 34             | 35             | 33             | 35             | 31             | 35             |
| Середній максимум, °C   | 26,3           | 26,2           | 26,9           | 27,7           | 28,6           | 29,8           | 30,3           | 30,6           | 30,5           | 29,9           | 28,4           | 27,2           | 28,6           |
| Середня температура, °C | 22,1           | 22             | 22,7           | 23,2           | 24,2           | 25,4           | 26             | 26,4           | 26,2           | 25,7           | 24,3           | 23,1           | 24,3           |
| Середній мінімум, °C    | 18             | 17,8           | 18,4           | 18,8           | 19,8           | 20,9           | 21,7           | 22,2           | 22             | 21,4           | 20,3           | 18,8           | 20             |
| Абсолютний мінімум, °C  | 8              | 10             | 10             | 10             | 11             | 12             | 13             | 15             | 14             | 13             | 11             | 9              | 8              |
| Норма опадів, мм        | 337            | 328            | 379            | 448            | 276            | 190            | 287            | 224            | 160            | 239            | 430            | 359            | 3656           |
| Вологість повітря, %    | 80             | 77             | 76             | 77             | 75             | 76             | 75             | 76             | 77             | 77             | 80             | 80             | 77             |
| ----------------------- | -------------- | -------------- | -------------- | -------------- | -------------- | -------------- | -------------- | -------------- | -------------- | -------------- | -------------- | -------------- | -------------- |
| Джерело: Weatherbase    |                |                |                |                |                |                |                |                |                |                |                |                |                |

## Демографія
Згідно з переписом 2010 року, у переписній місцевості мешкало 450 осіб у 186 домогосподарствах у складі 115 родин. Густота населення становила 244 особи/км².  Було 336 помешкань (182/км²).
Расовий склад населення:
| - 60,4 % — білих - 13,6 % — азіатів - 7,6 % — вихідців з тихоокеанських островів - 0,7 % — корінних американців |

До двох чи більше рас належало 17,1 %. Частка іспаномовних становила 6,4 % від усіх жителів.
За віковим діапазоном населення розподілялося таким чином: 17,1 % — особи молодші 18 років, 67,3 % — особи у віці 18—64 років, 15,6 % — особи у віці 65 років та старші. Медіана віку мешканця становила 44,9 року. На 100 осіб жіночої статі у переписній місцевості припадало 111,3 чоловіків;  на 100 жінок у віці від 18 років та старших — 109,6 чоловіків також старших 18 років.
Середній дохід на одне домашнє господарство  становив 52 508 доларів США (медіана — 41 563), а середній дохід на одну сім'ю — 59 525 доларів (медіана — 53 438). За межею бідності перебувало 13,8 % осіб, у тому числі 25,0 % дітей у віці до 18 років та 1,7 % осіб у віці 65 років та старших.
Цивільне працевлаштоване населення становило 78 осіб. Основні галузі зайнятості: мистецтво, розваги та відпочинок — 42,3 %, будівництво — 11,5 %, науковці, спеціалісти, менеджери — 10,3 %.